# Саломон (король Арморики)
Саломон I (фр. Salomon Ier брет. Salaün I убитий в 446) — легендарний або напівлегендарний бретонський правитель. За одними даними — король Арморики, за іншими — володар Нанта. Традиційні дати правління — 434—446 роки.

## Біографія
Більшість відомостей про Саломона I містяться в працях бретонських істориків Пізнього Середньовіччя, основними джерелами для яких були раніші оповіді, в тому числі, пов'язані з походженням знатного французького роду Роган. В остаточному вигляді звід оповідань про перших правителів Бретані був викладений у праці історика початку XVI століття Алена Бухара.
Згідно з даними Бухара і його послідовників, Саломон I був сином принца Урбіена і онуком першого правителя Арморики Конана Меріадока. Деякий час вважалося, що Саломон успадковував своєму дідові в 421 році і правив до 434 року, коли на престолі його змінив король Градлон Великий. Однак пізніше було встановлено, що Урбіен і Градлон — це одна і та ж особа. Після цього Саломона I стали вважати третім правителем Арморики, датуючи його правління 434—446 роками.
Аж до кінця XIX століття в працях істориків переважало некритичне ставлення до відомостей, які містилися в працях Алена Бухара. У них Саломон I був представлений правителем незалежного королівства, союзного Західній Римської імперії. Повідомлялося, що Саломона поважаємо імператором Валентиніаном III і його матір'ю Галла Плацидія, що він відновив федератний договір з імперією і що його дружиною була дочка римського патриція Флавія. У той же час Саломон скасував римський закон про продаж в рабство дітей неспроможних боржників, яких до того тисячами виставляли на торги в порту Квентовік. Розповідалося, що цей правитель Арморики вів успішні війни з вестготами і аланами за контроль над басейном Луари. Пов'язаний родинними зв'язками зі святим Патриком, Саломон I надавав заступництво християнству, будував нові церкви, засновував монастирі і з пошаною прийняв священну реліквію, голову апостола Матвія. Значно знизивши податки для церков, Саломон підвищив податкові збори з усіх своїх підданих, сподіваючись за допомогою цих коштів утримувати військо для відбиття нападів зовнішніх ворогів. Це викликало заколот, і в 446 році Саломон I був убитий своїми підданими у вівтаря однієї з церков. Місцем його смерті називають або Нант, чи в село Ле-Мартир близько Ландерно. Перекази повідомляють, що Саломон був батьком трьох синів і однієї дочки: Алдріена, який успадкував після смерті батька його бретонські володіння, короля Британії Костянтина, святого Кебі і Ріенегільди, матері святого Ільтуда .
Тільки в кінці XIX століття французький історик Артур Ла Бордери встановив, що відомості про Конана Меріадока і його найближчих наступників мають частково легендарний, частиною літературний характер і дуже мало відповідають історичним реаліям IV—VII століть .
У деяких районах Бретані Саломон I шанувався в лику мученика (день пам'яті — 25 липня), проте, ймовірно, він був зарахований до християнських святим через його помилкової ідентифікації з правителем Бретані, королем Саломоном III.